# Exeliopsis brunnea
Exeliopsis brunnea är en fjärilsart som beskrevs av Pierre E.L. Viette 1977. Exeliopsis brunnea ingår i släktet Exeliopsis och familjen mätare. Inga underarter finns listade i Catalogue of Life.